# Copa América de Futebol de Areia de 2023
Copa América de Futebol de Areia de 2023 (em espanhol como Copa América de Futbol Playa) foi a 4ª edição do torneio de seleções de futebol de areia da América do Sul, desde que esse é regido pela FIFA. Foi disputada na cidade de Rosário, na Argentina. O torneio é organizado pela CONMEBOL e acontece entre 11 a 19 de março de 2023.
O torneio foi realizado pelo segundo ano consecutivo, servindo nesta ocasião como eliminatória para a Copa do Mundo FIFA de Futebol de Areia de 2024 a ser realizada nos Emirados Árabes Unidos. Serão atribuídos aos primeiros três lugares no torneio.

## Equipes participantes
As seleções participantes são os 10 membros da CONMEBOL.
| Seleções qualificadas | Seleções qualificadas |
| --------------------- | --------------------- |
| Argentina             | Bolívia               |
| Brasil                | Chile                 |
| Colômbia              | Equador               |
| Paraguai              | Peru                  |
| Uruguai               | Venezuela             |

## Sede
A Argentina foi nomeada país-sede do torneio na reunião do Conselho da CONMEBOL realizada em 30 de setembro de 2022. Rosário foi confirmada como cidade-sede pela Asociación del Fútbol Argentino em 14 de fevereiro de 2023, com o Estadio Arena, localizado dentro do Predio Ferial Parque Independencia, como sede de todas as partidas.
| Predio Ferial Parque de la Independencia |
| 32° 57′ 49″ S, 60° 39′ 37″ O             |

## Arbitragem
Em 23 de fevereiro de 2023, a CONMEBOL anunciou um total de 20 árbitros nomeados para o torneio.
- ARG Mariano Romo
- ARG Carlos Maidana
- ARG Pablo Defelippi
- BOL Jaimito Suárez
- BOL Noe Parra
- BRA Lucas Estevão
- BRA Luciano Andrade
- BRA Mayron Dos Reis
- CHI Cristian Galaz
- CHI Ricardo Zúñiga
- COL Jorge Iván Gómez
- COL Ferley Fuentes
- ECU Jean Villamar
- ECU Brando Amay
- PER Micke Palomino
- PER Alex Valdivieso
- URU Christian Altez
- URU Aecio Fernández
- VEN Luis Coy
- VEN Gerand Rivas

## Sorteio
O sorteio foi realizado no dia 16 de fevereiro de 2023 na sede da Conmebol em Luque, no Paraguai. As 10 equipes foram sorteadas em dois grupos de cinco times. Anteriormente, as seleções da Argentina e do Paraguai estavam automaticamente classificadas no grupo A como país-sede e no grupo B como campeão da última edição, respectivamente. Os potes restantes foram atribuídos de acordo com as posições do último torneio. atribuídos aos diferentes tambores de acordo com a sua classificação final na edição anterior do torneio, realizada em 2022.
| Pote 1       | Pote 2         | Pote 3           | Pote 4          |
| ------------ | -------------- | ---------------- | --------------- |
| Brasil Chile | Venezuela Peru | Uruguai Colômbia | Equador Bolívia |

## Fase de grupos
Todas as partidas seguem o horário da Argentina (UTC-3).
A primeira fase é realizada entre os dias 11 e 16 de março de 2023 e dela participam dez equipes, que estão divididos em dois grupos de cinco equipes. As duas melhores equipes de cada grupo avançam para as semifinais, quando são disputadas as eliminatórias. A pontuação atribuída às equipas em função do resultado é a seguinte:
- Vitória no tempo normal: 3 pontos para a equipe vencedora.
- Vitória na prorrogação: 2 pontos para o time vencedor.
- Vitória na disputa de pênaltis: 1 ponto para o time vencedor.
- Derrota: time derrotado não marca ponto

Em caso de igualdade de pontos, são utilizados os seguintes critérios de desempate, nesta ordem:
1. Maior número de pontos obtidos em partidas entre as equipes em questão.
2. Confronto direto entre as equipes envolvidas em questão.
3. Maior saldo de gols nas partidas entre as equipes em questão.
4. Maior número de gols marcados em partidas entre as equipes em questão.
5. Maior saldo de gols em todas as partidas.
6. Mais gols em todos os jogos.
7. Menor número de cartões vermelhos.
8. Menor número de cartões amarelos.
9. Sorteio.

Cada equipe ganha três pontos por vitória no tempo regulamentar, dois pontos por vitória na prorrogação, um ponto por vitória na disputa de pênaltis e nenhum ponto por derrota (artigo 19 do regulamento).

### Grupo A
| Equipe    | Pts | P | V | PP+ | PP | GP | GC | SG  |
| --------- | --- | - | - | --- | -- | -- | -- | --- |
| Brasil    | 12  | 4 | 4 | 0   | 0  | 35 | 7  | 28  |
| Argentina | 8   | 4 | 2 | 1   | 1  | 14 | 17 | -3  |
| Uruguai   | 6   | 4 | 2 | 0   | 2  | 14 | 17 | -3  |
| Peru      | 3   | 4 | 1 | 0   | 3  | 11 | 17 | -6  |
| Equador   | 0   | 4 | 0 | 0   | 4  | 14 | 30 | -16 |

| 11 de março de 2023 | Equador                                                                         | 5–6       | Peru                                                                                       | Estadio Arena                |
| 14:00               | Daniel Cedeño 1P, 1P · José Rosales 1P · Luis Omar Carrera 2P · Jorge Ballón 2P | Relatório | 1P Sócrates Vidal · 2P Manuel Millares · 2P, 3P, 3P Billyvardo Velezmoro · 3P Irwing Acuña | Árbitro: ARG Pablo Defelippi |

| 11 de março de 2023 | Argentina                                                                                | 5–4       | Uruguai                                                                       | Estadio Arena               |
| 17:00               | Lautaro Benaducci 1P · Naguel Gigena 2P · Emiliano Holmedilla 2P, 3P · Luciano Sirico 2P | Relatório | 1P Ignacio Di Bello · 3P Santiago Miranda · 3P Gonzalo Cazet · 3P Luis Quinta | Árbitro: PER Micke Palomino |

| 12 de março de 2023 | Uruguai                 | 2–6       | Brasil                                                                    | Estadio Arena                 |
| 14:00               | 2P, 3P Santiago Miranda | Relatório | 1P Benjinha · 1P Mauricinho · 1P Ze Lucas · 1P, 3P Brendo · 2P Edson Hulk | Árbitro: COL Jorge Iván Gómez |

| 12 de março de 2023 | Equador                                   | 4–5       | Argentina                                                                               | Estadio Arena                |
| 17:00               | Jorge Ballón 1P, 3P, 3P · José Rosales 1P | Relatório | 1P, 2P Lucas Medero · Lautaro Benaducci 2P · Emiliano Holmedilla 2P · Carlos Nevarez ET | Árbitro: BRA Mayron Dos Reis |

| 13 de março de 2023 | Uruguai                                                            | 6–5       | Equador                                                                       | Estadio Arena               |
| 14:00               | Santiago Miranda 1P, 2P, 3P · Gastón Laduche 2P · Gonzalo Cazet 3P | Relatório | 1P, 3P Daniel Cedeño · 1P Oswaldo Farías · 2P Jorge Senge · 3P Carlos Nevarez | Árbitro: BOL Jaimito Suárez |

| 13 de março de 2023 | Brasil                                                                        | 8–3       | Peru                                                             | Estadio Arena                |
| 17:00               | Zé Lucas 1P, 3P · Benjinha 1P, 3P · Edson Hulk 1P, 2P · Diogo Catarino 2P, 2P | Relatório | 1P Billyvardo Velezmoro · 2P Sócrates Vidal · 2P Diego Alcántara | Árbitro: URU Christian Altez |

| 15 de março de 2023 | Brasil | 13–0      | Equador | Estadio Arena         |
| 14:00               | Datinha 1P · Edson Hulk 1P, 2P, 3P · Diogo Catarino 1P · Mauricinho 2P, 3P · Brendo 2P · Filipe Silva 2P · Bobô 3P · Mão 3P · Jordan 3P | Relatório |         | Árbitro: VEN Luis Coy |

| 15 de março de 2023 | Peru              | 1–2       | Argentina                           | Estadio Arena                 |
| 17:00               | Sócrates Vidal 2P | Relatório | 2P Lucas Ponzetti · 3P Lucas Medero | Árbitro: COL Jorge Iván Gómez |

| 16 de março de 2023 | Peru             | 1–2       | Uruguai                               | Estadio Arena         |
| 14:00               | Enzo Delgado 1P' | Relatório | Richard Catardo 1P' · Luis Quinta 3P' | Árbitro: VEN Luis Coy |

| 16 de março de 2023 | Argentina                | 2–8       | Brasil                                                                                   | Estadio Arena                |
| 17:00               | Lautaro Benaducci 2P, 3P | Relatório | 1P, 1P Edson Hulk · 1P Filipe Silva · 2P, 3P Mauricinho · 2P Benjinha · 3P Jordan Soares | Árbitro: PER Alex Valdiviezo |

### Grupo B
| Equipe    | Pts | P | V | PP+ | PP | GP | GC | SG |
| --------- | --- | - | - | --- | -- | -- | -- | -- |
| Colômbia  | 9   | 4 | 3 | 0   | 1  | 14 | 9  | 5  |
| Paraguai  | 9   | 4 | 3 | 0   | 1  | 29 | 12 | 17 |
| Chile     | 6   | 4 | 2 | 0   | 2  | 12 | 18 | -6 |
| Bolívia   | 6   | 4 | 2 | 0   | 2  | 10 | 18 | -8 |
| Venezuela | 0   | 4 | 0 | 0   | 4  | 9  | 17 | -8 |

## Fase final
Todas as partidas seguem o horário da Argentina (UTC-3).
|  | Semifinais  | Semifinais |             |    | Final | Final |
|  |             |            |             |    |       |       |
|  | 18 de março |            |             |    |       |       |
|  |             |            |             |    |       |       |
|  | Brasil      | 7          |             |    |       |       |
|  | Brasil      | 7          | 19 de маrço |    |       |       |
|  | Paraguai    | 4          |             |    |       |       |
|  | Paraguai    | 4          | Brasil      | 13 |       |       |
|  | 18 de março |            | Brasil      | 13 |       |       |
|  |             | Argentina  | 5           |    |       |       |
|  | Colômbia    | Argentina  | 5           | 0  |       |       |
|  | Colômbia    |            |             | 0  |       |       |
|  | Argentina   | 2          |             |    |       |       |
|  | Argentina   | 2          | 3º lugar    |    |       |       |
|  |             |            |             |    |       |       |
|  | 19 de мarço |            |             |    |       |       |
|  |             |            |             |    |       |       |
|  | Paraguai    | 5          |             |    |       |       |
|  | Paraguai    | 5          |             |    |       |       |
|  | Colômbia    | 7          |             |    |       |       |

|  | 9º lugar    |   |
|  |             |   |
|  | 18 de março |   |
|  |             |   |
|  | Equador     | 2 |
|  | Equador     | 2 |
|  | Venezuela   | 1 |
|  | Venezuela   | 1 |

|  | 7º lugar    |   |
|  |             |   |
|  | 18 de março |   |
|  |             |   |
|  | Peru        | 6 |
|  | Peru        | 6 |
|  | Bolívia     | 3 |
|  | Bolívia     | 3 |

|  | 5º lugar    |   |
|  |             |   |
|  | 19 de março |   |
|  |             |   |
|  | Uruguai     | 5 |
|  | Uruguai     | 5 |
|  | Chile       | 4 |
|  | Chile       | 4 |

## Premiação
| Copa América de Futebol de Areia de 2023 |
| Brasil                                   |
| ---------------------------------------- |
| Brasil Campeão (3.º título)              |

## Equipes classificadas para aCopa do Mundo de Futebol de Areia de 2023
| Seleção   | Data de qualificação | Aparições anteriores na Copa do Mundo FIFA de Futebol de Areia de 2024 |
| --------- | -------------------- | ---------------------------------------------------------------------- |
| Brasil    | 18 de março          | 11 (2005, 2006, 2007, 2008, 2009, 2011, 2013, 2015, 2017, 2019, 2021)  |
| Argentina | 18 de março          | 8 (2005, 2006, 2007, 2008, 2009, 2011, 2013, 2015)                     |
| Colômbia  | 19 de março          | 0 (estreante)                                                          |

## Classificação geral
| Pos | Equipe    |
| --- | --------- |
| 1   | Brasil    |
| 2   | Argentina |
| 3   | Colômbia  |
| 4   | Paraguai  |
| 5   | Uruguai   |
| 6   | Chile     |
| 7   | Peru      |
| 8   | Bolívia   |
| 9   | Equador   |
| 10  | Venezuela |

## Direitos de transmissão
As seguintes empresas e canais estão autorizados a transmitir o torneio.
| País      | Transmissão                    |
| --------- | ------------------------------ |
| Argentina | DSports e DeporTV              |
| Bolívia   | YouTube Copa América           |
| Brasil    | SporTV                         |
| Chile     | DSports                        |
| Colômbia  | DSports e Telepacífico         |
| Equador   | DSports                        |
| Paraguai  | Tigo Sports                    |
| Peru      | DSports                        |
| Uruguai   | DSports                        |
| Venezuela | DSports e Meridiano Televisión |